# Лімбурзьке герцогство
Лі́мбурзьке ге́рцогство (валлон. Dutcheye do Limbork; нім. Herzogtum Limburg) — маленьке герцогство у Нижніх Землях, зі столицею у місті Лімбург, що існувало у 1065—1794 роках. Охоплювало незначні терени сучасних Льєзької і Лімбурзької провінцій Бельгії.

## Історія

### Заснування

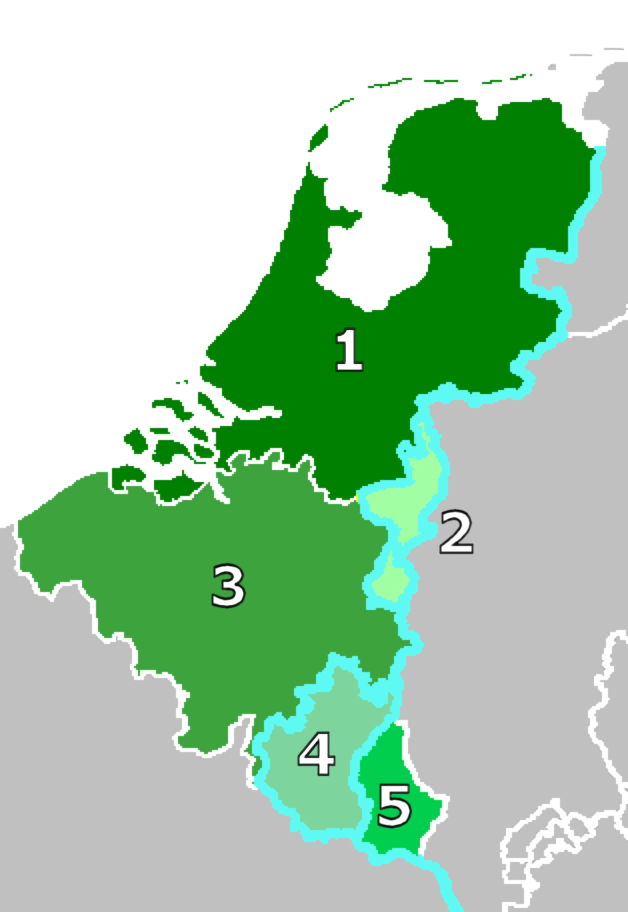
Лімбурзьке герцогство позначено цифрою 2

Утворене на землях Нижнього Лотаринзького герцогства Священної Римської імперії. 1288 року уклало унію із сусіднім Брабантським герцогством. 1430 року успадковане Бургундським герцогством, 1482 року — австрійськими Габсбургами, а 1556 року — іспанськими Габсбургами. 1648 року розділене між Священною Римською імперією і Республікою Об'єднаних провінцій Нідерландів. Входило до складу католицьких Південних Нідерландів. 1793 року ліквідоване французькими революційними військами.

### Ліквідація
Навесні 1792 року війська революційної Франції вдерлися до Лімбурзького герцогства. На початку 1793 року, провівши попередній плебісцит, французи анексували його і включили до складу департаменту Урт. Французьку анексію легалізував Кампо-Формійський мир 1797 року. Після розгрому Наполеона в 1814 році, колишні департаменти Нижній Маас і Урт були об'єднані в провінцію Лімбург нового Об'єднаного королівства Нідерландів. Ця провінція займала територію набагато більшу, ніж давнє Лімбурзьке герцогство і не завжди збігалася з нею (саме місто Лімбург виявився на території провінції Льєж).
Під час Бельгійської революції 1830 року, за винятком міст Маастрихт і Венло вся провінція виявилася в руках бельгійських повстанців. За Лондонською угодою 1830 року провінція був розділена на західну частину, що відійшла Бельгії, і східну, що відійшла Нідерландам. Щоб задовольнити Пруссію, яка втратила після Віденського конгресу (який передав Нідерландам території прусської частини колишнього Гелдернського герцогства) доступ до Маасу, нідерландська провінція Лімбург з 5 вересня 1839 року стала членом Німецького союзу під назвою «Лімбурзьке герцогство» — державне утворення, що перебувало в особистій унії з Нідерландським королівством. При цьому з нього були виключені міста Маастрихт і Венло, які залишилися поза Німецьким союзом, щоб чисельність населення не перевищила чисельності бельгійської провінції Люксембург (150 тисяч чоловік).

## Державний устрій

### Герцоги
- 1221—1226: Валеран III
- 1790—1792: Леопольд II (імператор Священної Римської імперії)